# Birgit Grodal
Birgit Grodal (24 de junho de 1943 — 2004) foi economista dinamarquesa. Foi professora da Universidade de Copenhague de 1968 até sua morte em 2004.